# Новоберезовка (Первомайський район)
Новобере́зовка (рос. Новоберёзовка) — село у складі Первомайського району Алтайського краю, Росія. Адміністративний центр Новоберезовської сільської ради.
До 2005 року село називалось Березовка.

## Населення
Населення — 427 осіб (2010; 461 у 2002).
Національний склад (станом на 2002 рік):
- росіяни — 89 %